# Ито, Сэйу
Сэйу Ито (яп. 伊藤晴雨 Ито: Сэйу), (3 марта 1882, Токио — 28 января 1961, Токио) — японский художник, считающийся «отцом современного кимбаку». Жизнь Ито послужила основой классического фильма в жанре романтического порно «Экзотический танец красавицы: Пытки!» 1977 года, этот фильм заключает «трилогию эпохи Сёва» режиссёра Нобору Танаки.

## Биография
Ито родился в квартале Асакуса. Его настоящее имя — Ито Хадзимэ (яп. 伊藤一 Ито: Хадзимэ). Отец художника был кузнецом, и помимо занятий живописью с 1890 года в школе Нодзавы Тэйу (яп. 野沢堤雨) юный Ито занимался вырезанием по кости, а позже и скульптурой. В 10 лет Ито был очарован театральной постановкой, в которой фигурировала женская героиня в опасности, и пронёс интерес к этому жанру через всю свою жизнь. Он взял псевдоним «Сэйу» (совместив в нём иероглифы «чистый» и «дождь») в 13 лет (по другим данным, в 1918 году). Около 1907 года Ито начал работать в газетах, и к 1909 году получил достаточную известность как иллюстратор.
В 1919 году Ито нанял юную натурщицу Кисэ Сахару (яп. 佐原キセ), которая вскоре стала его второй женой (первый брак продлился с 1902 года по лето 1919, второй закончился летом 1925). В 1920—21 годах она позировала Ито, будучи беременной.
В 1930-х годах вокруг работ Ито разразился цензурный скандал, что привело к падению его популярности. Во время массированной бомбардировки Токио авиацией Союзников 10 марта 1945 года большинство работ Ито сгорело. После войны в условиях либерализации цензурных ограничений Ито вновь расширил свою деятельность по популяризации жанра «дева в беде». В это время, в 1946—1952 годах, в трёх томах выходит наиболее серьёзный его литературный труд «Иллюстрированная популярная история преступлений и наказаний в Японии» (яп. 日本刑罰風俗図史), написанный в соавторстве с Фудзисавой Морихико (яп. 藤澤衛彦). Всего Ито был автором, соавтором или редактором более чем 20 книг.
В 1960 году за вклад в живопись, в частности, за знаменитую серию картин в стиле укиё-э, Ито был награждён премией Союза художников Японии (яп. 日本美術家連盟 Нихон бидзюцука рэммэй).

## Галерея
|                                                       |  |  |  |
| Примеры работ Сэйу Ито из журнала 読切ロマンス (1952) |  |  |  |

## Стиль

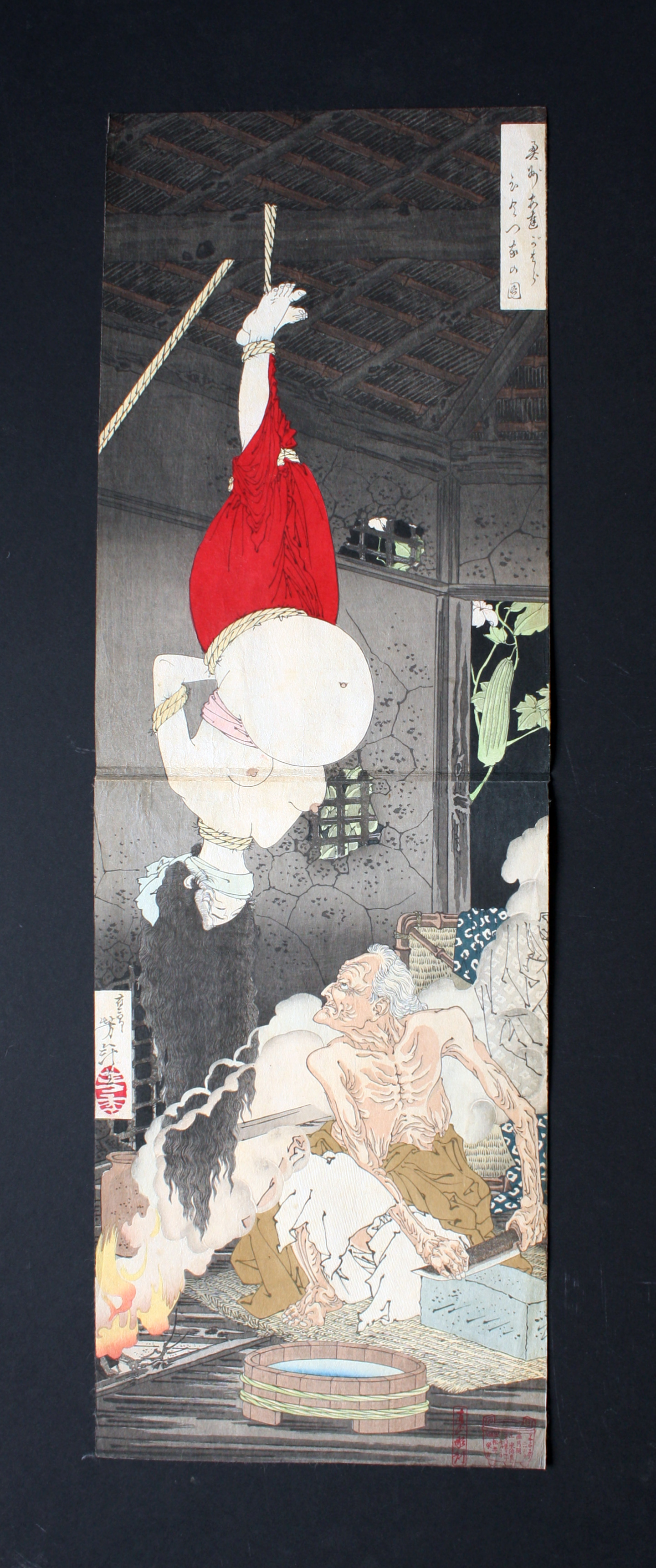
«Одинокий дом на болоте Адати в провинции Митиноку», Цукиока Ёситоси, 1885

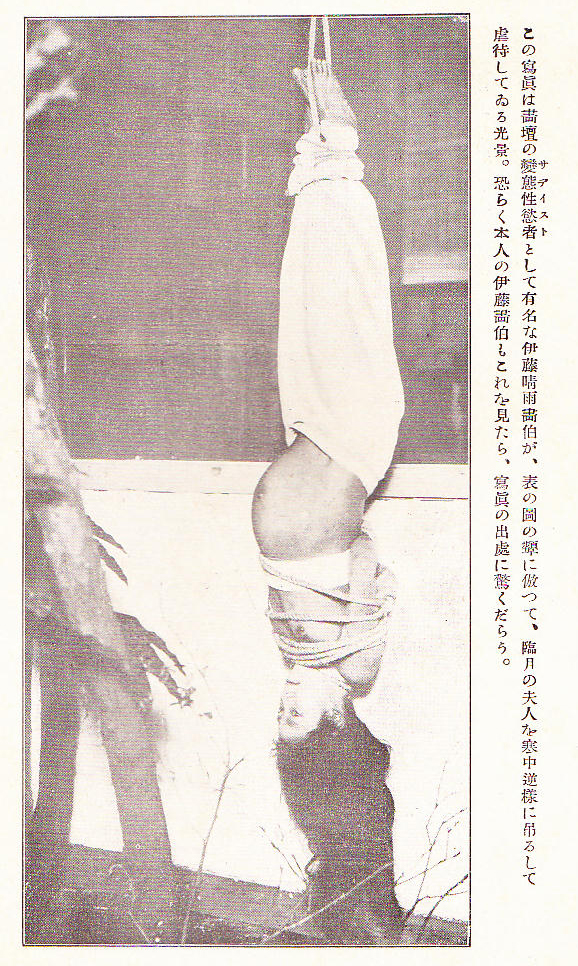
Знаменитое фото Кисэ Сахары 1921 года

Как художник, Ито черпал вдохновение из кабуки и других искусств периода Эдо, и вскоре после Великого землетрясения Канто опубликовал книгу об этом периоде «История Эдо и нравов Токио» (яп. 江戸と東京風俗野史 Эдо то То:кё: фу:дзоку яси). Его техника воспроизведения пыток эпохи Эдо состояла в том, что он связывал своих моделей разнообразными способами, фотографировал их, а затем использовал фотоснимки как основу для вдохновения при создании картин. Самым знаменитым был опыт связывания его беременной жены Кисэ с подвешиванием вверх ногами для картины, воспроизводящей укиё-э «Одинокий дом на болоте Адати в провинции Митиноку» Ёситоси. Из записных книжек художника известно, что при внешнем повторении пыток он предпринимал специальные меры предосторожности, обеспечивая безопасность моделей, что задало общее направление современному развитию подобного искусства.